# American Economic Association
Die American Economic Association (AEA) ist die führende wissenschaftliche Gesellschaft für Wirtschaftswissenschaftler in den USA. Sie hat ihren Sitz in Nashville (Tennessee), USA.
Obwohl der Verein dem deutschsprachigen Verein für Socialpolitik bei der Gründung in groben Zügen nachempfunden wurde, war die AEA zunächst parteilich und nicht nur der Wissenschaft verpflichtet, was sich im Zeitverlauf jedoch schnell hin zu einer strikt wissenschaftlichen und unparteilichen Entwicklung gewandelt hat. Mit 20.000 Mitgliedern (2020) ist sie gleichzeitig die größte Ökonomenvereinigung der Welt.

## Gründung
Die AEA wurde 1885 von einer Gruppe von progressiven Wirtschaftshistorikern und an Wirtschaftsforschung interessierten Personen des öffentlichen Lebens während der zweiten Jahresversammlung der American Historical Association (AHA) in Saratoga, New York gegründet. Die Gründung geht wesentlich auf Initiative von Richard T. Ely und Herbert Baxter, beide damals der Johns Hopkins University zugehörig, zurück. Die Gründung fällt in eine Zeit der Übernahme des deutschen Universitätsmodells und der Bewegung hin zu mehr Universitätslehre. Dieser Prozess erforderte mehr Kooperation unter und zwischen den Forschern, Verwaltungsangehörige und universitäre Treuhänder, die Ely mit einer Vereinigung von professionellen und forschenden Ökonomen unterstützen und fördern wollte. Ely und Baxter kennen das deutsche Universitätssystem von Studien- und Forschungsaufenthalten in Deutschland und Österreich. Dementsprechend galt die deutschsprachige Ökonomenvereinigung, der Verein für Socialpolitik, auch als Vorbild.
Interessierten, vornehmlich jüngeren, Mitgliedern der AHA wurde die Gründungsabsicht samt Entwürfe über eine Satzung mitgeteilt. Nach Aufruf von Ely, John B. Clark und Henry C. Adams während der AHA-Jahresversammlung am 8. September 1885 trafen sich Interessierte im Bethesda-Pfarrhaus in Saratoga Springs, NY. Es wurden Konsultationen über Entwürfe der Satzung und Zielsetzung, aber auch über die Organisationsstruktur geführt. Diese wurden maßgeblich von Henry C. Adams, Washington Gladden, John B. Clark, Alexander Johnston, Richard T. Ely, Edmund J. James, Henry Adams, und Elisha Andrews vorangetrieben.
Die Gründungsveranstaltung fand schließlich einen Tag 9. September 1885 ebenfalls im Bethesda-Pfarrhaus statt. Die Führung der jungen Organisation wurde Francis A. Walker als erstem Präsidenten übertragen. Als Stellvertreter wurden Henry C. Adams, Edmund J. James und John B. Clark gewählt. Sekretär wurde Richard T. Ely und Edward A. Seligman wurde Schatzmeister.

## Stellenwert der AEA
Die AEA gilt mit etwas über 20.000 Mitgliedern (Stand 2020) als eine der größten Vereinigungen der Wirtschaftswissenschaften und weist einen überaus hohen Grad an Internationalität der Mitglieder auf. In ihren Gründungsstatuten werden als wichtigste Ziele formuliert:
- Förderung der ökonomischen Forschung
- Publikation von wissenschaftlicher Forschung
- Förderung des freien ökonomischen Diskurses

Die seit 1911 publizierte American Economic Review stellt weltweit eine der einflussreichsten und profiliertesten Publikationen der Wirtschaftswissenschaften.
Daneben betreibt die AEA die für die ökonomische Forschung wichtige Literaturdatenbank EconLit und vergibt mit der John Bates Clark Medal einen prestigeträchtigen Forschungspreis.

## Fachzeitschriften
Die AEA publiziert sieben Fachzeitschriften zu ökonomischen Fragestellungen:
- The American Economic Review (AER) – seit 1911
- The Journal of Economic Literature (JEL) – seit 1969
- The Journal of Economic Perspectives (JEP) – seit 1986
- The American Economic Journal: Applied Economics – seit 2009
- The American Economic Journal: Economic Policy – seit 2009
- The American Economic Journal: Macroeconomics – seit 2009
- The American Economic Journal: Microeconomics – seit 2009

## Auswahl bisheriger Präsidenten
Unter den Präsidenten der American Economic Association finden sich zahlreiche populäre Ökonomen. Bislang waren 23 ehemalige Präsidenten der AEA Träger des Alfred-Nobel-Gedächtnispreises für Wirtschaftswissenschaften.
Seit dem Jahr 1908 dauert die Präsidentschaft 1 Jahr.

## Ehrungen und Auszeichnungen der AEA
Die AEA vergab und vergibt verschiedene Auszeichnungen für Errungenschaften in der Forschung und Verdienste für den Berufsstand der Ökonomin / des Ökonomen.
Sie vergibt seit 1947 jährlich die John-Bates-Clark-Medaille den „amerikanischen Ökonom unter vierzig Jahren, der einen signifikanten Beitrag zum ökonomischen Denken und Wissen“ geleistet hat. Daneben vergab sie von 1947 bis zur Einführung des Wirtschaftsnobelpreises 1977 alle fünf Jahre die Francis-A.-Walker-Medaille an den „lebenden amerikanischen Ökonomen der nach Einschätzung der Jury während seiner Karriere die größten Beiträge zur Wirtschaftswissenschaft“ geleistet hat. Zusätzlich vergeben die vier Zeitschriften des American Economic Journals jeweils jährlich einen Preis für den besten Beitrag.
Als Ehrung wird zudem jährlich der Hauptvortrag auf der Jahresversammlung, die sogenannte „AEA Distinguished Lecture“, vergeben. Bis 2020 hieß dieser Vortrag zu Ehren von Richard T. Ely „Richard T. Ely Lecture“. Ein weiterer Ehrenvortrag ist das „AEA/AFA Joint Luncheon“, welcher abwechselnd mit der American Finance Association vergeben wird.
Zusätzlich vergibt die AEA seit 1965 bis zu vier Ehrenmitgliedschaften in Form von „Distinguished Fellows“ an herausragende Ökonomen aus den USA oder Kanada. Für Ökonomen, die nicht Staatsbürger der USA oder Kanadas sind, vergibt die AEA jährlich seit 1976 vier „Foreign Honorary Membership“.